# Qian ren 2: Bei tai fan ji zhan
Qian ren 2: Bei tai fan ji zhan (chinês: 前任2：备胎反击战) é um filme de comédia romântica de 2015 dirigida por Tian Yu Sheng. Uma co-produção China-Hong Kong , o filme é uma sequência do filme de 2014 Ex-Files. Foi lançado na China em 6 de novembro de 2015.

## Enredo
Sete anos atrás, Yu Fei foi a uma audição de um show de talentos, mas foi rejeitado pelo atraso. Sentindo-se simpatizada, a assistente do diretor, Yi Ze, secretamente permite que Yu Fei participe do programa. Para surpresa de todos, Yu Fei vence a competição e se tornou uma estrela. Depois de sete anos, durante uma sessão comercial, a estrela em ascensão Yu Fei encontra Yi Ze mais uma vez. A fim de pagar o favor, Yu Fei insinua-se para Yi Ze tentando fazer que ela ache que ele é apaixonado por ela. Percebendo a hipocrisia de Yu Fei, Yi Ze busca vingança contra Yu Fei, sob a orientação de um guru amoroso auto-proclamado.

## Elenco
- Zheng Kai como Yu Fei[3]
- Amber Kuo como Yi Ze[3]
- Wang Chuanjun como Tian Shengxin[3]
- Zhang Dianlun como Bobi[3]
- Zhang Yixing como Lee Xiang He[3]

## Trilha sonora
| Título               | Ano  | Melhores posições nas paradas | Melhores posições nas paradas | Interprete   |
| Título               | Ano  | CHN Baidu Chart               | CHN Billboard V Chart         | Interprete   |
| -------------------- | ---- | ----------------------------- | ----------------------------- | ------------ |
| "Alone (One Person)" | 2015 | 1                             | 4                             | Zhang Yixing |

## Recepção
O filme foi número um em sua semana de estréia nas bilheterias chinesas, com CN¥ 109 milhões.

## Prêmios e indicações
| Ano  | Prêmio                        | Categoria             | Beneficiário                          | Resultado |
| ---- | ----------------------------- | --------------------- | ------------------------------------- | --------- |
| 2016 | 16th Top Chinese Music Awards | Best Movie OST        | "Alone (One Person)" por Zhang Yixing | Venceu    |
| 2016 | 4th V-Chart Awards            | Movie OST of the Year | "Alone (One Person)" por Zhang Yixing | Venceu    |
| 2016 | China-Britain Film Festival   | Best Supporting Actor | Zhang Yixing                          | Venceu    |